# Camponotus amamianus
Camponotus amamianus é uma espécie de inseto do gênero Camponotus, pertencente à família Formicidae.